# Frammento di cronaca volgare
Frammento di cronaca volgare è un film del 1974 diretto da Paolo Benvenuti.
Il film ricostruisce la cronaca dell'assedio fatto dai fiorentini alla repubblica marinara di Pisa (1494-1509), attraverso brani di lettere inedite dell'epoca dei fatti.